# Kupe

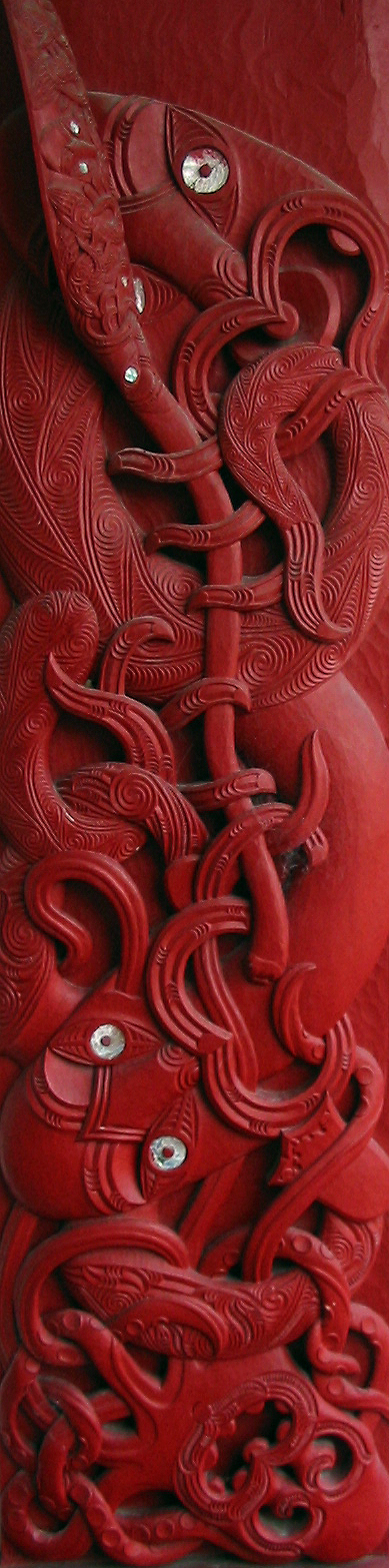
Kupe, ein Paddel in der Hand, mit zwei Meeresungeheuern zu Füßen

Kupe war in der Mythologie der Māori mancher Stämme einer der Entdecker von Aotearoa/Neuseeland.
Es gibt zahlreiche Versionen dieser Entdeckungsreise, die sich von Stamm zu Stamm in Details unterscheiden. In der Version, die als die klassische gilt, war Kupe ein großer Stammesführer aus Hawaiki, der im Jahre 925 Neuseeland erreichte. Er ertränkte seinen Cousin Hoturapa während einer Angelfahrt auf dem Meer und entführte dessen Frau, Kuramarotini, mit der er dann in ihrem großen Kanu, Matahourua, floh. Während der Flucht überwältigten sie einige Seeungeheuer und Dämonen, einschließlich des großen Oktopus namens Te Wheke-a-Muturangi, und landeten schließlich in Neuseeland. Gewisse Zeit später kehrte Kupe nach Hawaiki zurück und berichtete von seinen Abenteuern und seiner Entdeckung. Er konnte andere überzeugen, mit ihm zusammen in das neu entdeckte Land auszuwandern.
Es gibt einige wissenschaftliche Diskussionen in Bezug auf Kupe. Spätere Versionen der Legende unterscheiden sich deutlich von früheren. Die sogenannte klassische obige Version ist eng verknüpft mit Stephenson Percy Smith, einem neuseeländischen Ethnologen und Forscher des 19. Jahrhunderts. Diese Version gibt sehr genaue Details an in Bezug auf das Ankunftsdatum in Neuseeland oder Orte, wo Kupe gelebt hatte, und platziert Kupe zeitlich einige Jahrhunderte vor die Ankunft anderer Kanus der polynesischen Wanderungsbewegungen nach Neuseeland. In Gegensatz hierzu sprechen frühere Versionen der Legende davon, dass Kupe ein Zeitgenosse jener Kanus gewesen sei.
Entsprechend den Legenden aus den Regionen Whanganui- und Taranaki war Kupe explizit ein Zeitgenosse von Turi aus dem Aotea-Kanu. In weiteren Überlieferungen erreichte Kupe Neuseeland in anderen Kanus, beispielsweise im Tainui Waka- oder Tākitimu Waka, und zwar etwa um das Jahr 1400.
Der Forscher Davis Simmons sagte zu diesem Thema:

„Eine Suche nach Quellen für das, was ich inzwischen den Großen Neuseeland-Mythos nenne, also die Legende von Kupe, Toi und der großen Flotte, erbringt erstaunliche Ergebnisse. In dieser Form gibt es sie in den alten Aufzeichnungen nicht, und auch nicht in den offiziellen Ansprachen und Reden (whaikōrero) der gelehrten Māori. Teile davon sind zu finden. Kupe war und ist bekannt aus den Überlieferungen von Hokianga Harbour, aus Waikato, der East Coast und der Südinsel, aber die Ahnengeschichten stimmen nicht überein mit denen, wie sie S. Percy Smith wiedergegeben hat. Sie sind eine Mixtur aus Überlieferungen unterschiedlicher Stämme. Mit anderen Worten, die ganze Überlieferung, wie sie Smith präsentierte, ist Produkt eines Europäers (pākehā), und nicht von Māori. Vergleichbar ist die Geschichte von Toi und Whatonga und deren angeblichem Kanurennen, das zur Besiedelung Neuseelands geführt haben soll. Diese Geschichte, wie von Smith aufgezeichnet, lässt sich nur auf einen einzelnen Māori zurückführen, und die Gelehrten seines Stammes erwähnten niemals eine solche Legende noch wurde in irgendwelchen Zeremonien einer solchen Geschichte erinnert. Die Ursprungskanus einzelner Stämme sind in den jeweiligen Stämmen wohlbekannt, aber keine dieser Überlieferungen spricht wie Smith von einer Flotte von sechs hochseetauglichen Kanus, die miteinander in Raiatea abgelegt hätten. Der Große Neuseeland-Mythos war nichts mehr als das. Und darüber hinaus war er gerade einmal fünfzig Jahre alt!“